# 圣巴托洛梅新村
圣巴托洛梅新村（西班牙語：Aldeanueva de San Bartolomé）是西班牙卡斯蒂利亚-拉曼恰托莱多省的一个市镇。总面积35平方公里，总人口556人（2001年），人口密度16人/平方公里。